# Lille Langebro
Lille Langebro er en cykel- og gangbro over havneløbet i Københavns Havn, lige nord for Langebro. Broen er 175 m lang og har fire brofag. De to midterste brofag kan dreje til siden for at åbne for gennemsejling af store fartøjer.
Broen er tegnet af Wilkinson Eyre Arkitekter (en) og designet af Buro Happold (en), der også var totalrådgiver på projektet.
Det var planen at den skulle stå færdig i efteråret 2018, men en uheld under lastning af brofagene i Nederlandene forsinkede byggeriet.
Broen er en gave fra Realdania. Den går fra Vester Voldgade ved Realdania's store byggeprojekt BLOX til Langebrogade på Christianshavn. Broen åbnede den 1. juli 2019.
Broen ligger samme sted som den oprindelige Langebro fra 1690 til 1903.
Fra 1903 lå Langebro lidt længere mod syd; denne blev i 1954 afløst af den nuværende Langebro.

## Navn
Forud for byggeriet udskrev Realdania By og Byg en åben konkurrence om et navn til broen, hvor der blev lagt vægt på broens udseende, geografiske placering og området. Der indkom 1.166 forslag, hvoraf en del dog måtte kasseres, da de ikke levede op til adressebekendtgørelsens bestemmelser om entydige navne. Et dommerpanel med repræsentanter fra Københavns Kommunes Vejnavnenævnet og Realdania By og Byg udvalgte efterfølgende ni navne fra konkurrencen som de bedste: Lille Langebro, Voldgadebroen, Vester Voldbro, Lillebro, Svingbroen, Buebroen, Sukkerbroen, Christiansbuen og Den Hvide Bro. Blandt disse indstillede Vejnavnenævnet Lille Langebro til Teknik- og Miljøudvalget, der vedtog det uden afstemning 27. november 2017.